# Rosztyiszlav Jevgenyjevics Alekszejev
Rosztyiszlav Jevgenyjevics Alekszejev (oroszul: Ростислав Евгеньевич Алексеев; Novozibkov, 1916. december 18. – Nyizsnyij Novgorod, 1980. február 9.) szovjet–orosz mérnök, hajótervező. A hajóépítésben végzett kiemelkedő munkásságának eredménye számos szárnyashajó, de nevéhez fűződik a Szovjetunióban az első párnahatás-repülőgépek (más néven határfelület-repülőgép, vagy közismert nevükön ekranoplan) megépítése.

## Élete
Az Oroszország Brjanszki területén fekvő Novozibkov városában született, ahol apja agronómusként, anyja tanítónőként dolgozott. A család 1933-ban átköltözött Gorkijba (ma Nyizsnyij Novgorod). 1935-ben kezdte meg egyetemi tanulmányait a Zsdanov nevét viselő Gorkiji Ipari Főiskola (ma Nyizsnyij Novgorod-i Állami Műszaki Egyetem) hajóépítési karán (ma Tengeri és Repüléstechnikai Kar). 1941-ben védte meg a szárnyashajókkal foglalkozó diplomamunkáját, majd hajóépítő mérnöki (gépészmérnöki) végzettséget kapott. Az egyetem befejezése után a harckocsikat gyártó Krasznoje Szormovo üzembe vezényelték, ahol 1941–1943 között a gyártásellenőrzéssel foglalkozott.
Közben, 1942-ben Alekszejev lehetőséget kapott arra, hogy belekezdhessen a szárnyashajók kifejlesztését célzó munkába. A szárnyashajók ötlete felkeltette a szovjet haditengerészet figyelmét, ezért kapott néhány helyiséget és pár embert maga mellé, amelyből később egy tervezőiroda jött létre. Az általa kidolgozott szárnyashajók a második világháború harcaiban már nem vehettek részt, de a velük végzett kísérletek hasznos tapasztalatokkal szolgáltak a későbbi modellekhez.
A szárnyashajók fejlesztése terén végzett munkájáért 1951-ben Sztálin-díjat kapott. Az 1950-es évek első felében tervezték meg az első személyszállító szárnyashajót, a Rakétát, amelyet a nyilvánosság előtt 1957-ben, a moszkvai nemzetközi ifjúsági találkozón mutattak be. A következő években sorra jelentek meg az új szárnyashajó modellek, a Volga, Metyeor, Kometa, Szputnyik, Burevesztnyik és a Voszhod. 1961-ben Alekszejev és kilenc munkatársa megkapta a Lenin-díjat.
1962-ben Alekszejev és az általa vezetett tervezőiroda a szárnyashajók mellett egy teljesen új területtel kezdett el foglalkozni. A haditengerészet a határfelület-repülőgépekkel kapcsolatos fejlesztésekkel bízta meg a gorkiji tervezőirodát. 1964-ben egy párhuzamos munka is indult, a légideszant-csapatok számára kezdték el fejleszteni a T–1 jelű ekranoplant. Előbbi a tengerszint fölött néhány méterrel haladó eszköz kifejlesztését tűzte ki célul, míg a légi deszantos változatnál szükség esetén néhány ezer méteres magasság elérése is követelmény volt.
A fejlesztőmunka eredményeként, több kísérleti járművet követően 1966-ra készült el a KM típusjelű – gyakran kaszpi-tengeri szörny néven emlegetett – ekranoplan, melyet június 22-én bocsátottak vízre. A másik, a légideszant-jármű megépítését célzó fejlesztési ág eredménye az 1970-es évek első felében épített Orljonok típusú gépek voltak. Az A–90 Orljonok volt a világon az első rendszeresített ekranoplan.
Alekszejev 1980-ban, súlyos betegség következtében, két műtétet követően elhunyt. Még ugyanabban az évben az egyik KM-ekranpolan balesete miatt a típus fejlesztési programját is leállították.
Az ekranoplanokkal végzett munkáját a szovjet időszakban teljes titoktartás övezte. Alekszejev ekranoplanjai csak a Szovjetunió felbomlása után váltak széles körben ismertté.
Emlékét őrzi Nyizsnyij Novgorod róla elnevezett egyik tere. 2007. február 2-án a Nyizsnyij Novgorod-i Területi Tanács határozata értelmében Alekszejev nevét vette fel a Nyizsnyij Novgorod-i Állami Egyetem.

## Külső hivatkozások
- Rosztyiszlav Alekszejev életrajza
- Életrajza a nyizsnyij Novgorod-i Állami Műszaki Egyetem honlapján
- A Nyizsnyij Novgorod-i Állami Műszaki Egyetem honlapja
- A nevét viselő tervezőiroda (CKBSZPK) honlapja (oroszul és angolul)
- Tatjana Kokina-Szlavina: Zvezda i szmerty Rosztyiszlava Alekszejeva (oroszul)